# Chókwè
Chókwè, auch Chokwé oder Chokue (ehemals Vila Alferes Chamusca und Vila Trigo de Morais), ist eine Stadt in der Provinz Gaza im Süden von Mosambik.

## Geographie
Chókwè liegt ungefähr 230 km nördlich der Landeshauptstadt Maputo auf der Südseite des Flusses Limpopo. Chókwè ist Hauptort des gleichnamigen Distrikts. 

## Einwohner
Chókwè hat rund 62.453 Einwohner (S 2008). Die Stadt verzeichnete in den letzten Jahren einen starken Zuzug aus den ehemaligen Bürgerkriegs- und landwirtschaftlichen Notgebieten.

## Geschichte
Der Ort ist dreimal umbenannt worden. Seine Namen lauteten: 1960–1964 Vila Alferes Chamusca und 1964–1976 Trigo de Morais. Das damalige Vila Trigo de Morais erhielt 1971 das Stadtrecht und wurde 1976, nach der Unabhängigkeit Mosambiks, in Chókwè umbenannt. Im Jahr 2000 hatten die Stadt und die Umgebung unter Überschwemmungen des Limpopo zu leiden.

## Politik
Chòkwé ist seit 1998 Municipio mit gewählter Gemeinderegierung. Erster Präsident des Stadtrats (Conselho Municipal) war Salomão Tsavane, gewählt 1998, gefolgt 2003 von Jorge Macuácua, wiedergewählt 2008. Beide gehören der FRELIMO an.

## Wirtschaft und Infrastruktur
Die Region ist landwirtschaftlich geprägt. Hauptanbauprodukt sind Tomaten.
Bei der Stadt befindet sich ein Flughafen.